# منطقة وصاية كبومن
منطقة وصاية كبومن  (بالإندونيسية: Kabupaten Kebumen)‏ هي منطقة وصاية تقع في الجزء الجنوبي من مقاطعة جاوة الوسطى بإندونيسيا. يقدر عدد سكانها بـ 1,161,706 نسمة في 2010 ومساحتها 1,681 كم2 عاصمتها مدينة كبومن.